# Jerzy Kurczewski (muzyk)

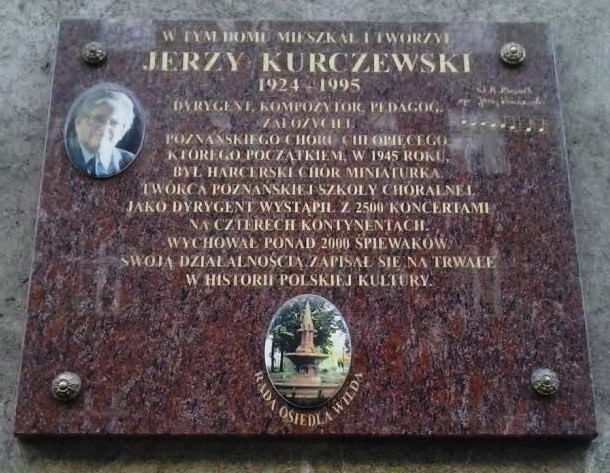
Tablica na kamienicy przy ul. Jana Spychalskiego w Poznaniu

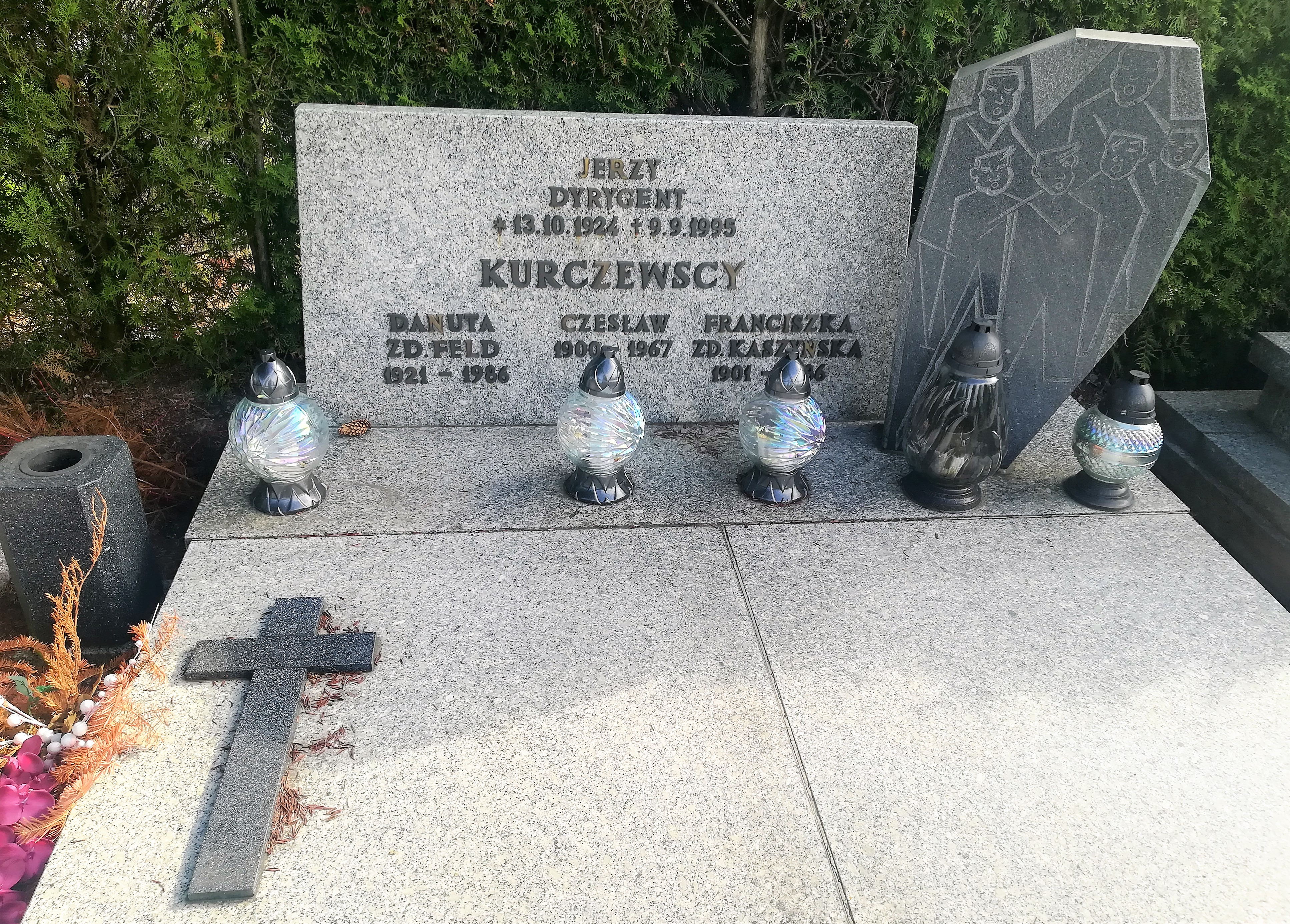
Grób na cmentarzu junikowskim

Jerzy Kurczewski (ur. 13 października 1924 w Poznaniu, zm. 9 września 1995 w Puszczykowie) – polski dyrygent, kompozytor, twórca i kierownik Poznańskiego Chóru Chłopięcego w latach 1961–1991.

## Życiorys
Syn Czesława Kurczewskiego i Franciszki z domu Kaszyńskiej. Mąż Danuty Feld. Ojciec Aliny Kurczewskiej, dziennikarki muzycznej Radia Merkury.
Przed wybuchem II wojny światowej ukończył 2 klasy w Gimnazjum św. Jana Kantego. W czasie okupacji pracował jako robotnik w niemieckim szpitalu wojskowym, prowadząc jednocześnie tajną działalność artystyczną. Kierował grupą muzyczną „Flimoni”, do której należeli: Stefan Stuligrosz, Kornel Szymanowski, Jarosław Maciejewski, Aleksander Schmidt, Andrzej Matuszewski i Bolesław Mieczysław Bilewicz. Wtedy też zaczął uczyć się grać na fortepianie u swojego wuja. Działał czynnie w harcerstwie do 1950.
Po wojnie zdał przyspieszoną maturę, a następnie rozpoczął studia na muzykologii, oraz teorii specjalnej i dyrygenturze w PWSM. W latach 1949–1950 pracował jako etnolog i zbieracz muzycznej kultury ludowej w Państwowym Instytucie Sztuki, pod kierunkiem Mariana i Jadwigi Sobieskich brał udział w ekspedycjach naukowych. Był również muzykiem w poznańskim Teatrze Polskim, reżyserem muzycznym w poznańskiej Rozgłośni Polskiego Radia. Od 1957 należał do PZPR. Członek Rady Krajowej PRON w 1983.
W 1945 założył chór chłopięcy „Miniaturka” przy 21 Drużynie Harcerskiej w Gimnazjum im. św. Jana Kantego, działający następnie pod różnymi nazwami, ostatecznie jako Poznański Chór Chłopięcy. Prowadził go jako dyrektor i kierownik artystyczny do 1990. Po nim obowiązki te przejął Wojciech Aleksander Krolopp. W 1957 założył jedyną w Polsce „Szkołę Chóralną”. W 1967 zainicjował Międzynarodowy Festiwal Chórów Chłopięcych.
Chór Jerzego Kurczewskiego koncertował ponad 2200 razy w wielu krajach na 4 kontynentach. Brał udział w wielu prestiżowych festiwalach muzycznych, występował w najważniejszych salach koncertowych świata, jak Carnegie Hall, Filharmonii Berlińskiej, wiedeńskiej Musikverein. Jerzy Kurczewski występował z chórem przed takimi osobami jak królowa Fabiola, Richard Nixon czy Jan Paweł II. Zespół zarejestrował kilkanaście płyt (m.in. pierwszą polską płytę kompaktową – w 1984. Dokonywał wielu światowych prawykonań utworów kompozytorów współczesnych.
Jest twórcą wielu opracowań utworów, kolęd na chór a cappella. Napisał muzykę do spektakli teatralnych zrealizowanych w poznańskim Teatrze Lalki i Aktora "Marcinek", m.in.:
- "Bajki" wg La Fontaine'a Benedykta Hertza; reżyseria: K. Cysewska, W. Łobodzińska, W. Barcik; inscenizacja i scenografia: J. Berdyszak (prem. 25 września 1964)
- „Bałwankowa bajka” Jana Wilkowskiego; reżyseria W. Wieczorkiewicz; scenografia: L. Serafinowicz (prem. 22 grudnia 1963)
- "Chochołowa muzyka” Hanny Januszewskiej; reżyseria: M. Korzeniowska, M. Lejman i S. Słomka-Rakowski; scenografia: J. Berdyszak (prem. 29 września 1966)

oraz trzech oper dla dzieci:
- „O Kasi co gąski zgubiła” libretto: M. Kownacka; reżyseria W. Wieczorkiewicz; scenografia: L. Serafinowicz (prem. 10 listopada 1967)
- „Lajkonik” libretto: M. Kownacka; reżyseria W. Wieczorkiewicz; scenografia: L. Serafinowicz (prem. 25 października 1969)
- „Koziołki z wieży ratuszowej” libretto: L. Serafinowicz; reżyseria W. Wieczorkiewicz; scenografia: L. Serafinowicz (prem. 10 marca 1979),

a także muzyki filmowej („Koniec nocy”). Kurczewski skomponował dzieła instrumentalne, wokalno-instrumentalne. Otrzymał liczne nagrody i wyróżnienia, m.in. Nagrodę Prezesa Rady Ministrów (1955, 1975), Nagrodę Województwa Poznańskiego (1959), Nagrody resortowe (1968, 1972 - nagroda I stopnia), Nagrodę Trybuny Ludu (1982), Krzyż Komandorski z Gwiazdą Orderu Odrodzenia Polski (1994), Krzyż Komandorski, Oficerski i Kawalerski tego orderu, Złoty Krzyż Zasługi, Medal 10-lecia Polski Ludowej, Medal 30-lecia Polski Ludowej, Medal 40-lecia Polski Ludowej, Medal Komisji Edukacji Narodowej, Odznakę tytułu honorowego „Zasłużony Nauczyciel Polskiej Rzeczypospolitej Ludowej”, Odznakę „Zasłużony Działacz Kultury” oraz Krzyż „Za Zasługi dla ZHP”.
Z zamiarem upamiętnienia postaci Jerzego Kurczewskiego corocznie wręcza się nagrody jego imienia osobom zasłużonym dla muzyki chóralnej. Laureatami są m.in.:
Jan Łukaszewski, Anna Szostak, Stanisław Adamczyk, Andrzej Koszewski, Henryk Wojnarowski, Stefan Stuligrosz, Henryk Mikołaj Górecki, Affabre Concinui, Wojciech Kilar, Krzysztof Penderecki, Violetta Bielecka, Krzysztof Szydzisz
W skład kapituły wybierającej laureatów wchodzą m.in. Krzysztof Meyer, Agnieszka Duczmal, Jan Szyrocki, Henryk Wojnarowski, Jan Łukaszewski, Edmund Kajdasz, Stanisław Gałoński oraz córka dyrygenta Alina Kurczewska.
Został pochowany w Alei Zasłużonych na poznańskim Junikowie, wraz ze swoją żoną, matką i ojcem. Upamiętnia go skwer Kurczewskiego na Wildzie.